# Zbór Kościoła Chrześcijan Baptystów w Zielonej Górze
Zbór Kościoła Chrześcijan Baptystów w Zielonej Górze – zbór Kościoła Chrześcijan Baptystów znajdujący się w Zielonej Górze, przy ulicy Długiej 8a.
Zbór powstał na skutek działalności zboru wrocławskiego.
Nabożeństwa odbywają się w każdą niedzielę o godzinie 12:00.